# Corcoracidae
Corcoracidae са семейство средноголеми птици от разред Врабчоподобни (Passeriformes).
Включва два рода с по един вид, разпространени в открити местности и редки гори в източната част на Австралия, като се срещат и в обработваеми земи и човешки селища. На дължина достигат от 30 до 50 сантиметра и живеят на ята.

## Родове
Семейство Corcoracidae
- Corcorax – Белокрили чавки
- Struthidea